# Конфессиональная политика Временного правительства России: сборник документов
«Конфессиона́льная поли́тика Вре́менного прави́тельства Росси́и» (2018) — сборник документов, составленный российским историком Михаилом Бабкиным. В нём освещается вероисповедная политика Временного правительства в 1917 году, пересмотр законодательства Российской империи о конфессиях.
Выходные данные книги: Конфессиональная политика Временного правительства России / Сост., авт. предисл. и комм. М. А. Бабкин. — М.: Политическая энциклопедия (РОССПЭН), 2018. — 558 с. — 1000 экз. — ISBN 978-5-8243-2150-0.

## Из истории создания
Над созданием сборника документов «Конфессиональная политика Временного правительства России» его автор-составитель — доктор исторических наук, профессор Историко-архивного института Российского государственного гуманитарного университета М. А. Бабкин — работал три года.
Книга фактически продолжает тему монографии автора — «Священство и Царство (Россия, начало XX века – 1918 год). Исследования и материалы».

## Источниковая база
В сборнике опубликованы документы и материалы, хранящиеся в фондах ГА РФ, РГИА, РГВИА: постановления, законопроекты, материалы делопроизводственной переписки, послания к народу по вопросам, «общим для всех российских конфессий или их групп». В качестве источников использованы также документы отдельных министерств, относящиеся к деятельности конкретных конфессий, реакция на них представителей самих российских конфессий, материалы периодической печати и программные заявления политических партий.
Из 249 опубликованных документов 154 (или 62 %) впервые введено в научный оборот.

## Описание
Сборник состоит из исторического и археографического предисловий, двух разделов и 14 приложений.
Разделы книги:
1. «Законотворческая деятельность Временного правительства по вопросам, общим для всех конфессий или их групп», включающий два подраздела: с постановлениями (законами) и подзаконными актами[3][9].
2. «Законотворческая деятельность Временного правительства по делам вероисповеданий», в котором документы систематизированы по вероисповеданиям согласно существовавшей в Российской империи «иерархии» конфессий[3][9].

В приложениях сборника приводятся данные о составе населения России по вероисповеданиям (по состоянию на 1897 год), извлечения из Уставов духовных дел иностранных исповеданий, Свода основных государственных законов Российской империи (1906. Т. I. Ч. 1: глава 7 «О вере»), перечни классов должностей и соответствующих им окладов служащих по Департаменту духовных дел иностранных исповеданий МВД и классов основных должностей и соответствующих им окладов служащих по Ведомству православного исповедания, документы политических партий по церковному вопросу, определения Синода, перечень основных правовых нормативных актов в области вероисповедной политики, перечень «основных событий» 1917 года и прочее.
В книге приводятся списки использованных источников и литературы, сокращений и аббревиатур, а также указатель имён и общий перечень опубликованных документов.
Материал сборника «тщательно подобран, систематизирован и подробно прокомментирован». В комментариях, помимо прочего, широко цитируются изменённые или отменённые статьи прежнего законодательства.
Документы сборника указывают на определенное несоответствие религиозной политики Временного правительства. С одной стороны, власти говорили о «нерелигиозной» природе государства: обещании равенства всех религий, автономии существования светской и религиозной сфер, материальной поддержке всех религий и т. д. С другой стороны, институт государственной церкви оставался в значительной степени неизменным, а Православная российская церковь сохранила свой статус «господствующей» Церкви, закрепленный в дореволюционном законодательстве.
Автор-составитель посвятил свой труд памяти своего отца — А. И. Бабкина.

## Отзывы рецензентов

### Археографическая и историографическая значимость
- Д. ист. н. С. В. Леонов отмечает, что «автор впервые в историографии представил обширный комплекс разнообразных документов, раскрывающих формирование вероисповедной политики и затрагивающий, по сути, все важнейшие конфессии страны в короткий, но переломный период – с марта по ноябрь 1917 г.»[7].
- По словам к. ист. н. М. В. Каиля (СмолГУ), сборник Бабкина М. А. — «первый в историографии Февральской революции и в истории политики Временного правительства России 1917 г. масштабный сборник документов, характеризующий вероисповедную политику Временного правительства»[2]: «сколь либо репрезентативных публикаций источников по этому вопросу ранее не было»[2].
- По оценке д. ист. н. Т. Ю. Красовицкой (ИРИ РАН), в сборнике «особый интерес представляют не успевшие стать законами проекты постановлений Временного правительства, выработанные министерствами народного просвещения, юстиции, а также внутренних дел». Из содержания этих проектов можно понять «вектор движения законотворческой мысли в кабинетах властных структур»[3]. По словам Красовицкой, «особо ценной представляется авторская работа над обширным историко-историографическим и источниковедческим комментарием ко всем структурным частям сборника, включая подробнейшее историческое и археографическое предисловия»[3]. Книга, по её мнению, позволяет увидеть, что вероисповедная политика Временного правительства не была лишена непоследовательности и противоречий[3].
- Д. ист. н. А. В. Репникова (РГАСПИ) считает, что опубликованный в сборнике комплекс документов позволяет пронаблюдать механизм трансформации государственной политики, проводимой в отношении российских конфессий в период с марта по октябрь 1917 года[1]. Вместе с тем из содержания книги следует, что встречающаяся в литературе критика Временного правительства как «безбожного» — необъективна[1].
- По мнению д. юр. н. О. В. Мартышина (МГЮА), сборник «представляет собой не механическое соединение документов, расположенных в хронологическом порядке, а подлинно научное, тщательное и глубокое исследование, автор которого предпочел остаться в тени, чтобы дать читателю возможность выводить собственные заключения»[8].
- Д. ист. н. В. Э. Багдасарян и д. ист. н. С. И. Реснянский (МГОУ) указывают, что «неоспоримым преимуществом» («the indisputable advantage») сборника документов является демонстрация двух направлений в рамках единой религиозной политики Временного правительства: 1) по отношению к православным и 2) по отношению к неправославным и язычникам[10].

### Критика
- Профессор С. В. Леонов указывает на «некоторую избыточность общеисторических комментариев», на имеющие место неточности автора-составителя сборника в описаниях некоторых событий и несогласованность друг с другом отдельных его тезисов[7].
- По мнению Грегори Фриза, главным недостатком сборника является «слабое представление» о проведении в жизнь соответствующих мер властей: «важно не только то, что политики "наверху" писали, а как общество воспринимало и реагировало на конфессиональную политику Временного правительства». Он же высказывает сожаление об отсутствии в книге предметного указателя[6].
- Владислав Мальцев считает, что в книге некорректно используется термин «конфессиональный», поскольку речь идёт о религиозной политике Временного правительства. Он же указывает, что упоминаемый в сборнике Спасский костёл находился в Вилейском, но не в Виленском уезде Виленской губернии[5].

### Положительные отзывы
- Сборник документов характеризуется отдельными рецензентами как «выделяющийся своей фундаментальностью»[7], как «фундаментальное»[3], «ценное издание по истории всех конфессий России в переходном революционном 1917 г.»[2], которое является «весомым вкладом» в историческую науку[1] и в обсуждение проблемы светского государства[8].

В целом сборник позволяет объективно представить конфессиональную политику государства, проводимую в период смены общественно-политического строя — перехода страны от монархии к буржуазной демократии, даёт картину непростого и не лишённого противоречий процесса становления России как светского государства.
— Красовицкая Т. Ю.  (д. ист. н., главный научный сотрудник Центра по изучению отечественной культуры ИРИ РАН)

## Рецензии
- Величко А. М. Церковное право не бывает временным: О сборнике малоизвестных юридических документов революционного русского правительства 1917 года (рус.) // НГ-религии. — 2018. — 4 декабря. — ISSN 1810-1623.
- Каиль М. В. Конфессии России в политике Временного правительства. 1917 г. (рус.) // Вестник архивиста. — 2019. — № 1. — С. 299—311. — ISSN 0101 2073 0101.
- Дунаева Ю. В. Реф. сб. док.: «Конфессиональная политика Временного правительства России» / Сост., авт. предисл. и комм. М. А. Бабкин (М.: Политическая энциклопедия, 2018) (рус.) // Социальные и гуманитарные науки. Отечественная и зарубежная литература. Серия 5: История : Реферативный журнал. — 2019. — № 1. — С. 54—56. — ISSN 2500-0802.
- Мартышин О. В. Первые шаги России к светскому государству (рус.) // Государство и право. — 2019. — № 4. — С. 177—181. — ISSN 1815-1337. — doi:10.31857/S013207690004669-7.
- Красовицкая Т. Ю. Конфессиональная политика Временного правительства России: сборник документов (рус.) // Отечественные архивы. — 2019. — № 4. — С. 110—113. — ISSN 0130-3554.
- Мальцев В. В. «…Построение внеконфессионального государства» (рус.) // Журнал российских и восточноевропейских исторических исследований. — 2019. — № 2 (17). — С. 256—262. — ISSN 2409-1413. — doi:10.24411/2409-1413-2019-10024.
- Репников А. В. Религиозная политика Временного правительства: свидетельствуют документы (рус.) // Посев. — 2020. — № 1. — С. 63—64. — ISSN 0234-8284.
- Багдасарян В. Э., Реснянский С. И. Рец. на: Конфессиональная политика Временного правительства России / Сост., автор предисл. и коммент. М. А. Бабкин. — М.: Политическая энциклопедия, 2018. — 558 с. (англ.) // Вестник Российского университета дружбы народов. Серия: История России. — 2020. — Т. 19, № 1. — С. 269—276. — ISSN 2312-8674. — doi:10.22363/2312-8674-2020-19-1-269-276.
- Freeze G. L. The Multi-Confessional Policy of the Provisional Government (англ.) // Вестник Санкт-Петербургского университета. Серия История. — 2020. — Т. 65, № 1. — С. 310—317. — ISSN 1812-9323. — doi:10.21638/11701/spbu02.2020.118.
- Леонов С. В. Рец. на: Конфессиональная политика Временного правительства России / Сост., автор предисл. и коммент. М. А. Бабкин. — М.: Политическая энциклопедия, 2018. — 558 с. (рус.) // Российская история. — 2020. — № 3. — С. 185—187. — ISSN 0869-5687. — doi:10.31857/S086956870010154-0.
- Реснянский С. И., Абакумов С. Н. Религия на переломе эпох. Рецензия на сборник документов «Конфессиональная политика Временного правительства России», 2018 г. Составитель: М. А. Бабкин (рус.) // Вестник государственного и муниципального управления. — 2020. — Т. 9, № 2. — С. 160—165. — ISSN 2225-8272.

### Анонс
- Опубликованы уникальные документы по истории взаимоотношений Временного правительства и конфессий России. ru.wikinews.org. Викиновости (17 декабря 2018). Дата обращения: 7 марта 2020.